# Musée de Marînâ al-‘Alamayn
 (mai 2023).
Si vous disposez d'ouvrages ou d'articles de référence ou si vous connaissez des sites web de qualité traitant du thème abordé ici, merci de compléter l'article en donnant les références utiles à sa vérifiabilité et en les liant à la section « Notes et références ».
 (mai 2023).
Le Musée de Marînâ al-‘Alamayn est un musée archéologique à ciel ouvert d'Égypte situé près de la station balnéaire de Marina El-Alamein (en), sur la côte méditerranéenne à l'ouest d'Alexandrie. Il se trouve sur le site de la ville portuaire antique de Leukaspis, détruite par un tsunami en 365 et redécouverte en 1986. Installé en 2003, le musée comprend trois salles d’exposition permanente et une quatrième destinée aux expositions temporaires.
Il regroupe les objets mis au jour dans la région lors de fouilles archéologiques : pièces de monnaie en or et en bronze, statues et pots en céramique. Quelques pièces actuellement entreposées au Musée gréco-romain d'Alexandrie vont y être transférées[Quand ?].